# سيسكي
تقوم اداة سيسكي على تشفير معلومات قاعدة بيانات كلمة مرور مدير أمن الحسابات (SAM) التي تستخدم دالة الهاش في نظام وندوز والتي تستخدم مفتاح التشفير 128 بت.
كانت أداة سيسكي ميزة اختيارية في نظام ويندوز إن تي 4.0. وكان من المفترض لها ان تقوم بحماية معلومات قاعدة بيانات كلمة مرور مدير أمن الحسابات (SAM) للحماية من هجمات الاختراق داخل الشبكة المحلية ولتبقى المعلومات آمنة حتى لو تم نسخها. ومع ذلك، في ديسمبر من عام 1999 م عثر فريق أمني من بايند فيو BindView على ثغرة أمنية في الأداة تجعل من الممكن الاختراق حتى داخل الشبكة المحلية باستخدام نوع معين من أداة تحليل الشفرات cryptanalytic. وهذا يتيح الاختراق من نوع brute force الذي يستهدف أي ضعف في قاعدة البيانات المشفرة.
وفيما بعد، تعاونت مايكروسوفت مع فريق بايندفيو BindView لتسوية هذة المشكلة التي عرفت لاحقا باسم خلل سيسكي 'Syskey Bug' واعلن بعد ذلك أن اداة سيسكي آمنة بالقدر الكافي لصد أي نوع من الاختراقات.
ووفقا ل تود سابين من فريق بايند فيو فإن نسخ pre-RC3 من نظام وندوز 2000 كانت أيضا تحوي هذه الثغرة.